# Annueller

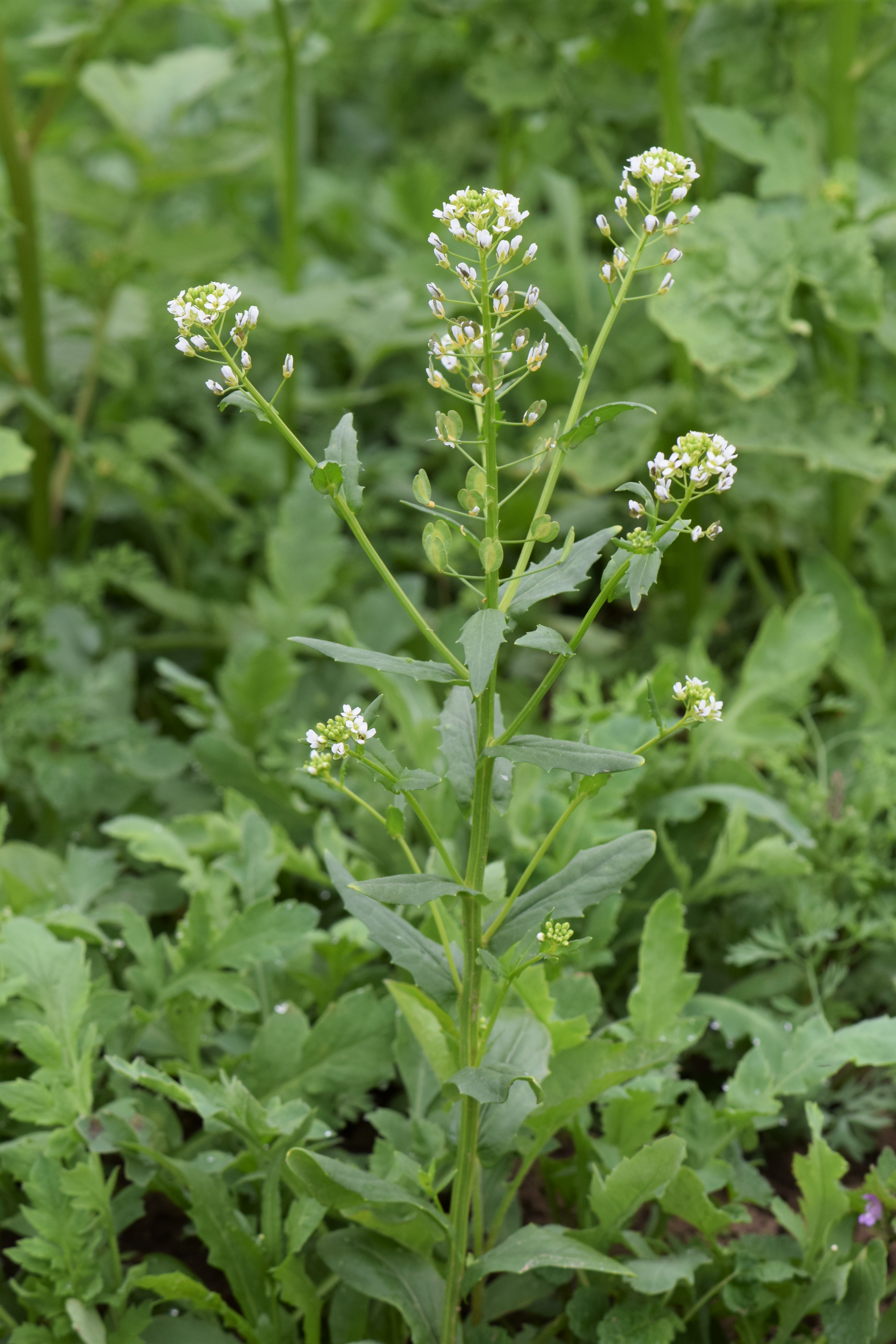
Penningört (Thlaspi arvense) är ett vanligt ettårigt ogräs med global utbredning.

Annueller är ettåriga, örtartade växter. De gror ur ett frö (som kan vara flera år gammalt), växer upp, blommar och sätter frö, allt under ett år, för att sedan dö.
Man kan urskilja två typer av annueller: vinterannueller gror på hösten och övervintrar som groddplantor för att sedan blomma och sätta frukt på våren innan de vissnar, medan sommarannueller övervintrar som frön och gror på våren för att blomma och vissna under sommaren eller hösten.
Ordet annuell kommer från franska annuel och betyder ’årlig’.